# Meerufenfushi (Kaafu)
Pour les articles homonymes, voir Meerufenfushi.
Meerufenfushi (Divehi : މޭރުފެންފުށި) est une petite île inhabitée des Maldives. Elle constitue une des îles-hôtel des Maldives en accueillant le Meeru Island Resort & Spa. Le nom de l'île signifie « île à l'eau savoureuse ».

## Géographie
Meerufenfushi est située dans le centre des Maldives, dans l'Est de l'atoll Malé Nord, dans la subdivision de Kaafu. Elle est située à environ 40 km de Malé et son aéroport.